# Weserkorrektion

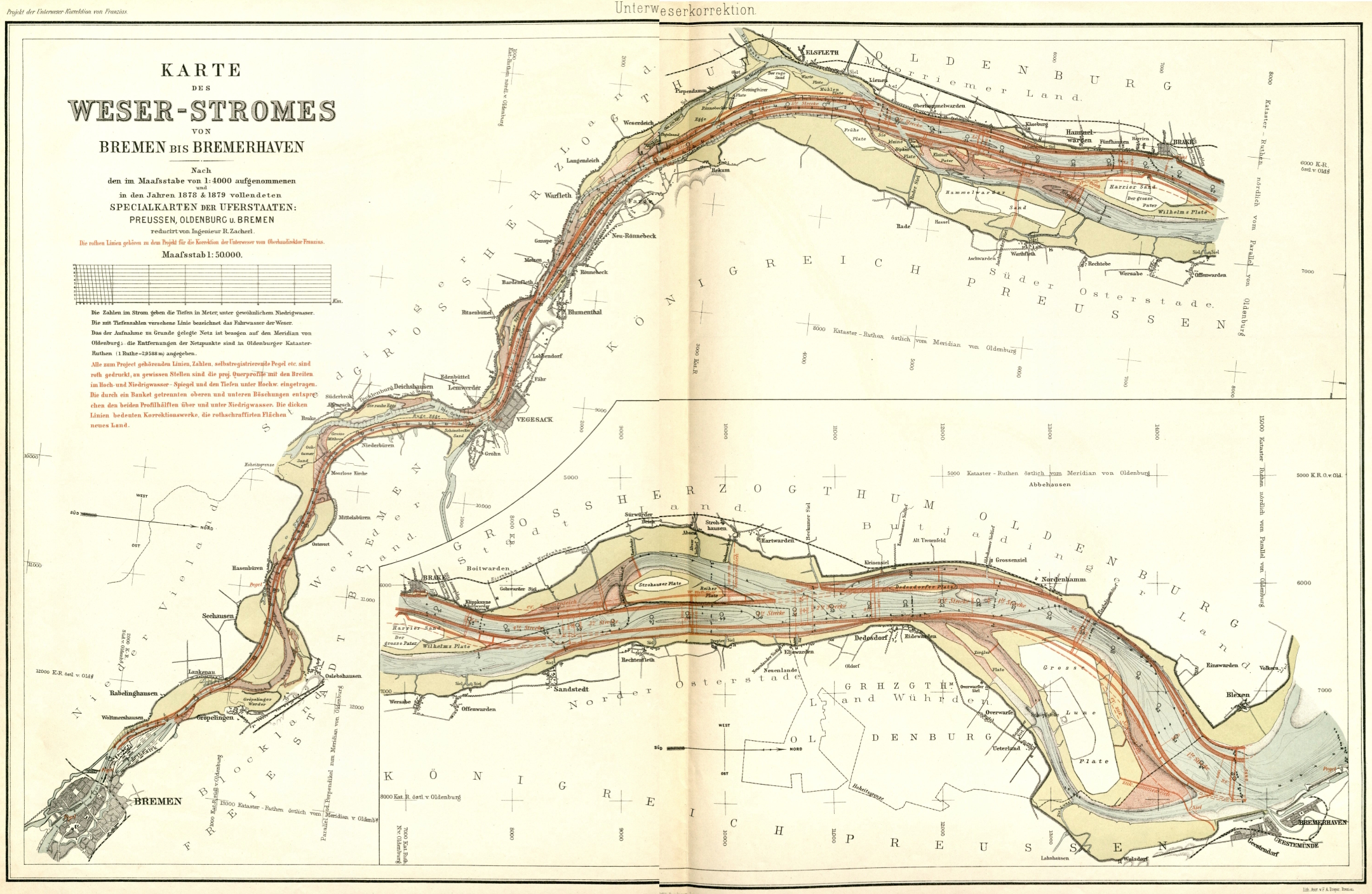
Von Franzius selbst veröffentlichte Karte der von ihm vorgeschlagenen und verwirklichten Unterweserkorrektion
→ Diese Karte im Querformat

Unter Weserkorrektion wird die Begradigung der Unterweser zwischen der Mündung in die Nordsee bei Bremerhaven und den Häfen in Bremen verstanden, die Ende des 19. Jahrhunderts von der Freien Hansestadt Bremen durchgeführt wurde. Sie ermöglichte es Seeschiffen mit bis zu 5 Meter Tiefgang, bei Flut die Bremer Häfen in einem Durchgang zu erreichen.

## Geschichte
Bis ins Hochmittelalter war die Weser in Bremen bis zu 8 m tief gewesen. Der hochmittelalterliche Landesausbau führte mit dem Schwund von Waldflächen und der Ausweitung des Ackerlandes zu einer starken Zunahme der Erosion auch im Einzugsbereich der Weser. Seit etwa 1400 war die Versandung der Unterweser so stark, dass beladene große Seeschiffe den Hafen an der Bremer Schlachte nicht mehr erreichen konnten. Vorübergehend war der 20 km flussabwärts gelegene Hafen von Vegesack die Anlaufstelle, seit 1830 dann Bremerhaven. Hier oder auch mitten in der Unterweser wurden die Schiffe entladen und die Waren auf kleinere Weserkähne oder Leichter umgeladen. Alles Umladen abseits der Bremer Lagerhäuser und Kontore war ein Wettbewerbsnachteil für Bremen. Also sollten moderne Hochseeschiffe die Unterweser bis nach Bremen befahren können.

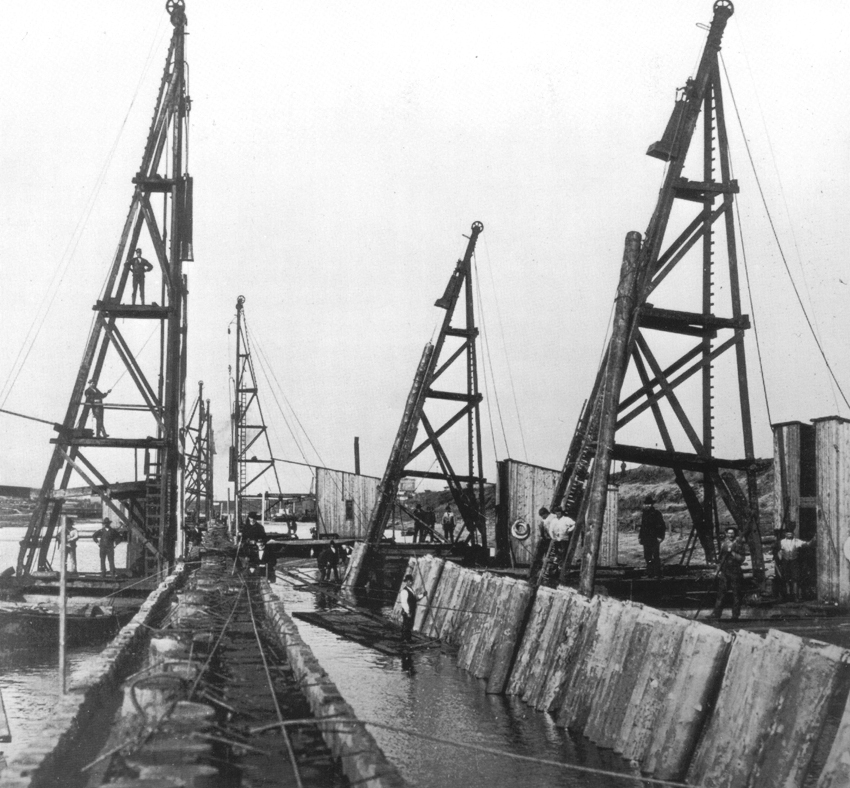
Rammarbeiten zur Weserkorrektion zwischen 1887 und 1895

Diese Aufgabe übernahm 1875 der Bremer Oberbaudirektor Ludwig Franzius. Jahrelang sammelte er Daten über den Flusslauf, ließ Strömungsgeschwindigkeit und -richtung beobachten und Wassermengen messen. 1878/1879 wurden genaue Karten der Region erstellt, siehe Abbildung rechts. Ende 1881 waren die Pläne soweit fertig, dass man an die Umsetzung gehen konnte. Die Bauarbeiten begannen allerdings erst im Juli 1887, nachdem Bremen schon seinen „Freihafen I“ gebaut hatte, den heutigen Europahafen.
Gewaltige Erdmassen mussten bewegt werden. Große Bagger entfernten 30 Millionen Kubikmeter Sand aus dem Flussbett, dessen Rinne auf fünf Meter vertieft wurde. Schleifen wurden abgeschnitten, die Ufer mit 1,2 Millionen Kubikmeter Buschwerk und Steinpackungen befestigt und der Fließquerschnitt durch Buhnen verringert. Aus einer wild-natürlichen Flussbettung in der Marschniederung mit Sandbänken und Nebenarmen entstand in fast achtjähriger Arbeit ein langer Kanal mit glatteren Ufern, der sich immer mehr verengte und den Flutstrom konzentriert bis hinauf nach Bremen leitete. 
Als die Maßnahmen im April 1895 vollendet waren, hatte Franzius seine Vorstellung eines geradlinigen trichterförmigen Unterlaufs des Flusses verwirklicht. Die Kosten der Korrektion betrugen 30 Millionen Mark von Bremerhaven bis Bremen und noch einmal so viel auf der Strecke der Außenweser von Bremerhaven bis zum offenen Meer. 

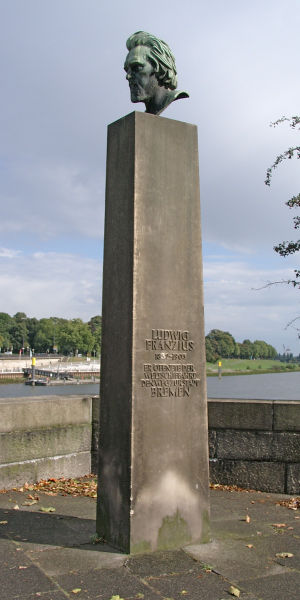
Ludwig-Franzius-Denkmal von Georg Roemer in Bremen

Das Denkmal des Wasserbaumeisters steht in Bremen direkt an der Weser in der Nähe der Wilhelm-Kaisen-Brücke, mit der Inschrift: „Ludwig Franzius […] er öffnete der Weltschiffahrt den Weg zur Stadt Bremen“.
Die Weserkorrektion erhöhte die Fließgeschwindigkeit der Unterweser; dadurch verstärkte sich die Tiefenerosion im Verlauf und oberhalb des ausgebauten Flusses, dort trug der Fluss nun viel Sand aus. Der Tidenhub war seit der Gründung Bremens langsam auf 20 cm gesunken. Am Pegel an der Großen Weserbrücke betrug die Springtide 30 cm, die Nipptide 0 cm. Nach den allerersten Maßnahmen maß man dort 1890 einen mittleren Tidenhub von 40 cm, 1900 nach Abschluss der Arbeiten dann 145 cm. Nach weiteren Weservertiefungen sind es heute bis zu 5 Meter (Pegel Oslebshausen). Um ein Fortschreiten der Tiefenerosion (Sohlenerosion) in die Mittelweser zu verhindern, wurde von 1906 bis 1911 das Weserwehr in Bremen-Hastedt gebaut (1993 durch Neubau ersetzt).